# Chirinda-apalis
De chirinda-apalis (Apalis chirindensis) is een zangvogel uit de familie Cisticolidae.

## Verspreiding en leefgebied
Deze soort komt voor in zuidoostelijk  Afrika en telt twee ondersoorten:
- A. c. vumbae: oostelijk Zimbabwe.
- A. c. chirindensis: zuidoostelijk Zimbabwe en het westelijk-centraal Mozambique.

## Status
De grootte van de populatie is niet gekwantificeerd maar de soort wordt omschreven als plaatselijk algemeen, zelfs in kleine stukjes bos. Het verspreidingsgebied is echter klein en de populatie gaat hard achteruit door ontbossing. Op de Rode lijst van de IUCN heeft deze soort daarom de status kwetsbaar.